# Vorksprong

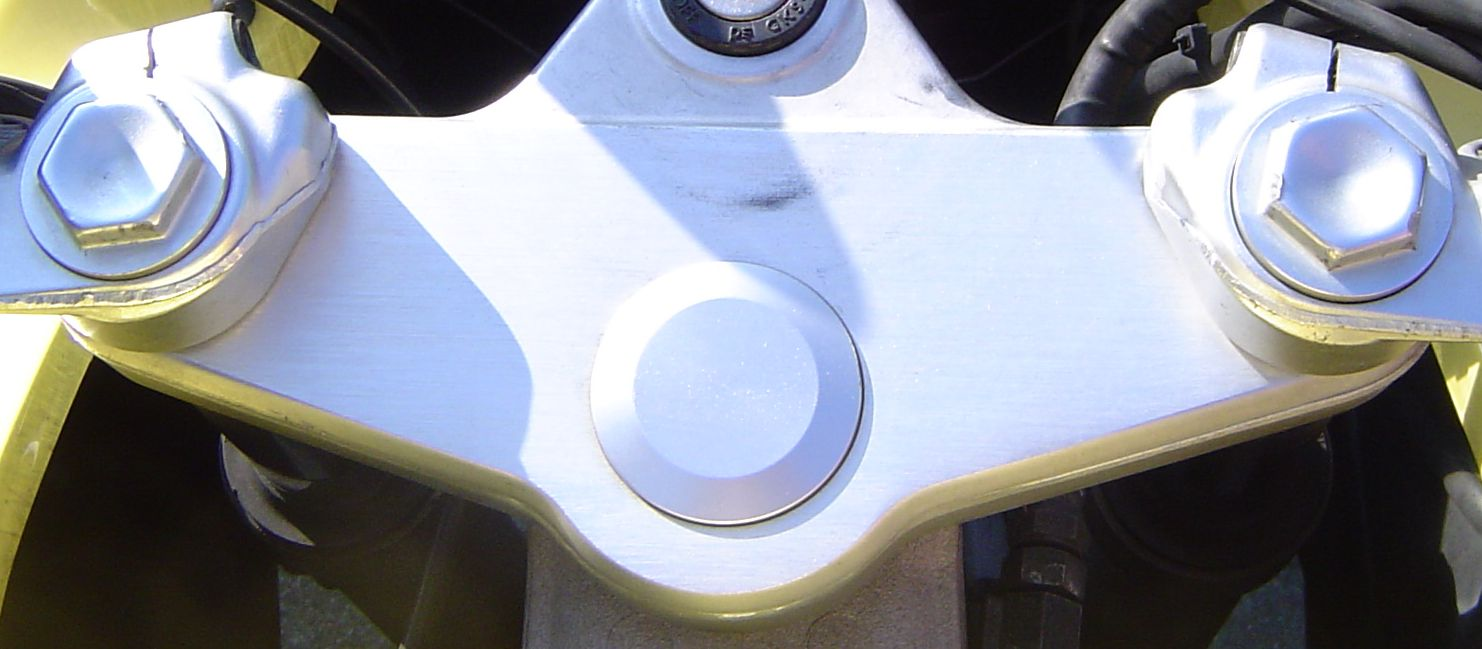
De bovenkant van de voorvorkpoten (links en rechts) zit verder naar voren dan het balhoofd (midden)

Vorksprong is de plaats die de voorvork van een motorfiets inneemt ten opzichte van het balhoofd. 
De vorkpoten zijn door de kroonplaten enkele centimeters voor het balhoofd geplaatst. Dit heeft invloed op de stuurgeometrie, maar zorgt er ook voor dat bij het draaien van het stuur de voorvorkpoten niet tegen de tank komen.

Voorvorksprong wordt soms vlucht of fork-offset genoemd.